# إيه جي إم-158سي (إل آر إيه إس إم)
إيه جي إم-158سي (بالإنجليزية: AGM-158C LRASM)‏ هو صاروخ مضاد للسفن طويل المدى Long Range Anti-Ship Missile ، وهو صاروخ جوال (كروز) شبحي قيد التطوير لصالح بحرية الولايات المتحدة الأمريكية، وتقوم على تطويره وكالة مشاريع الأبحاث الدفاعية المتقدمة "داربا DARPA”.
وكان الهدف من إل آر إيه إس إم LRASM هو الريادة في قدرات الاستهداف الذاتية الأكثر تطوراً من الصاروخ الحالي المضاد للسفن «هاربون» والذي يعمل في خدمة البحرية الأمريكية منذ عام 1977.

وقد تم تفويض البحرية من قبل البنتاجون لوضع إل آر إيه إس إم LRASM في حيز إنتاجي محدود كسلاح تشغيلي في فبراير 2014 كحل عاجل لسد الفجوة بمعالجة مشاكل المدى والقدرة البقائية لصاروخ هاربون وإعطاء الأولوية لدحر السفن الحربية المعادية، والتي تم إهمالها منذ نهاية الحرب الباردة ولكنها اتخذت أهمية مع تحديث بحرية جيش التحرير الشعبي الصيني.
احتج منافسو شركة لوكهيد مارتن على قرار منحها عقد إل آر إيه إس إم LRASM نظراً لظروف الاختيار والمنافسة على الصاروخ، ولكن البحرية الأمريكية ردت بقولها أن برنامج لوكهيد الخاص إل آر إيه إس إم LRASM كان محدودًا في نطاقه، وتم اتخاذ القرار بالمضي قدماً به بعد منحة داربا DARPA المبدئية، حيث كانت هناك حاجة ملحة لمواجهة التهديدات المستقبلية.
ومن المتوقع أن يتم تشغيل صواريخ إل آر إيه إس إم LRASM الأولي خلال عام 2018.
وستنظم البحرية منافسة تجارية على صاروخ هجومي مضاد للسفن Offensive Anti-Surface Warfare (OASuW)/Increment 2 كتالي للصاروخ إل آر إيه إس إم LRASM لإدخاله الخدمة في عام 2024. ويفترض أن هذه المنافسة والخاصة ببرنامج OASuW Increment 2 بدأت بالسنة المالية 2017.
وفي أغسطس 2015، أطلقت البحرية البحرية الأمريكية -رسمياً- اسم إيه جي إم-158 سيAGM-158C على النسخة التي يتم إطلاقها جواً من صاروخ إل آر
إيه إس إم LRASM

## التصميم
بخلاف الصواريخ المضادة للسفن الحالية، من المتوقع أن تكون صواريخ إل آر إيه إس إم LRASM قادرة على إجراء الاستهداف الذاتي، معتمدةً على أنظمة استهداف متبتة على متنها، وذلك من أجل الاستحواذ على الهدف بشكل مستقل، وبدون وجود خدمات استخباراتية مسبقة دقيقة، أو خدمات مساندة كتلك التي يتم الحصول عليها من نظم تحديد المواقع العالمية للملاحة أو وصلات البيانات Data Link. وستمكن هذه القدرات الصاروخ من تحديد الأهداف بشكل إيجابي، والتعامل الدقيق مع السفن المتحركة، وإنشاء الاستهداف الأولي في بيئة معادية للغاية. وسوف يتم تصميم الصاروخ بتدابير مضادة للتهرب من أنظمة الدفاع العدائية النشطة.
, يعتمد إيه جي إم-158سي (إل آر إيه إس إم) LRASM على إيه جي إم-158بي AGM-158B JASSM-ER ، ولكنه يشتمل على مستشعر ترددات راديوي متعدد الأنماط، ووصلة بيانات جديدة للسلاح، ومقياس ارتفاع altimeter، ونظام طاقة مُرفع. ويمكن توجيه الصاروخ لمهاجمة سفن العدو من خلال منصة إطلاقه، أو بتلقي التحديثات عبر وصلة البيانات الخاصة به، أو استخدام أجهزة الاستشعار المثبتة على متنه، للعثور على هدفه. ويطير صاروخ إل آر إيه إس إم LRASM نحو هدفه على ارتفاع متوسط ثم ينخفض في الارتفاع لمقاربة قشط البحر sea skimming لمواجهة الدفاعات المضادة للصواريخ (التدابير المضادة). وقد صرحت داربا DARPA أن مدى الصاروخ يبلغ 370 كم.

## التطوير
بدأ البرنامج في عام 2009 وبدأ على مسارين مختلفين:

إل آر إيه إس إم -أ LRASM-A وهو صاروخ جوال سرعته دون سرعة الصوت، ويعتمد على صاروخ لوكهيد مارتن ذو مدى 500 ميل بحري إيه جي إم-158 AGM-158 JASSM-ER . وحصلت شركة لوكهيد مارتن على عقود التطوير الأولية.

إل آر إيه إس إم -ب LRASM-B والذي كان مخططاً له كصاروخًا أسرع من الصوت ينطلق بارتفاع عالي على غرار الصاروخ الهندي-الروسي براهموس، ولكن تم إلغاؤه في يناير 2012. وبدأت اختبارات مستشعرات إل آر إيه إس إم LRASM في مايو 2012، كما كان من المخطط إطلاق نموذج مبدئي للصاروخ Prototype في أوائل عام 2013، وكان الهدف من إطلاق أول صاروخ فعلي بنهاية عام 2014.

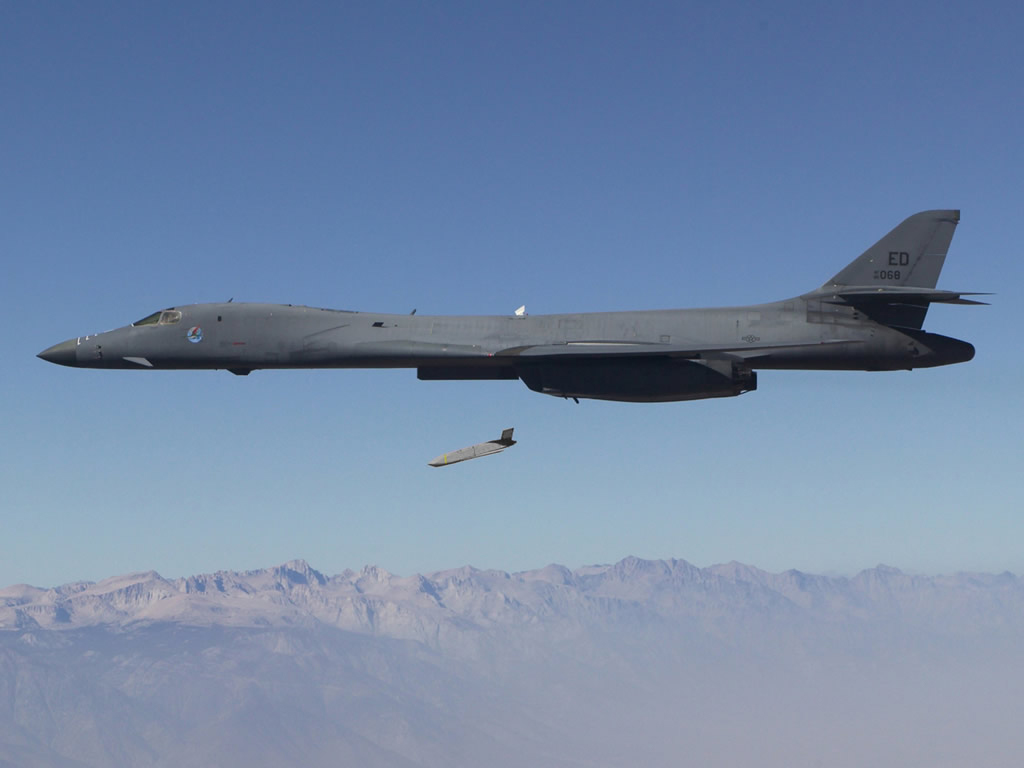
إطلاق صاروخ إل آر إيه إس إم من القاذفة بي-1

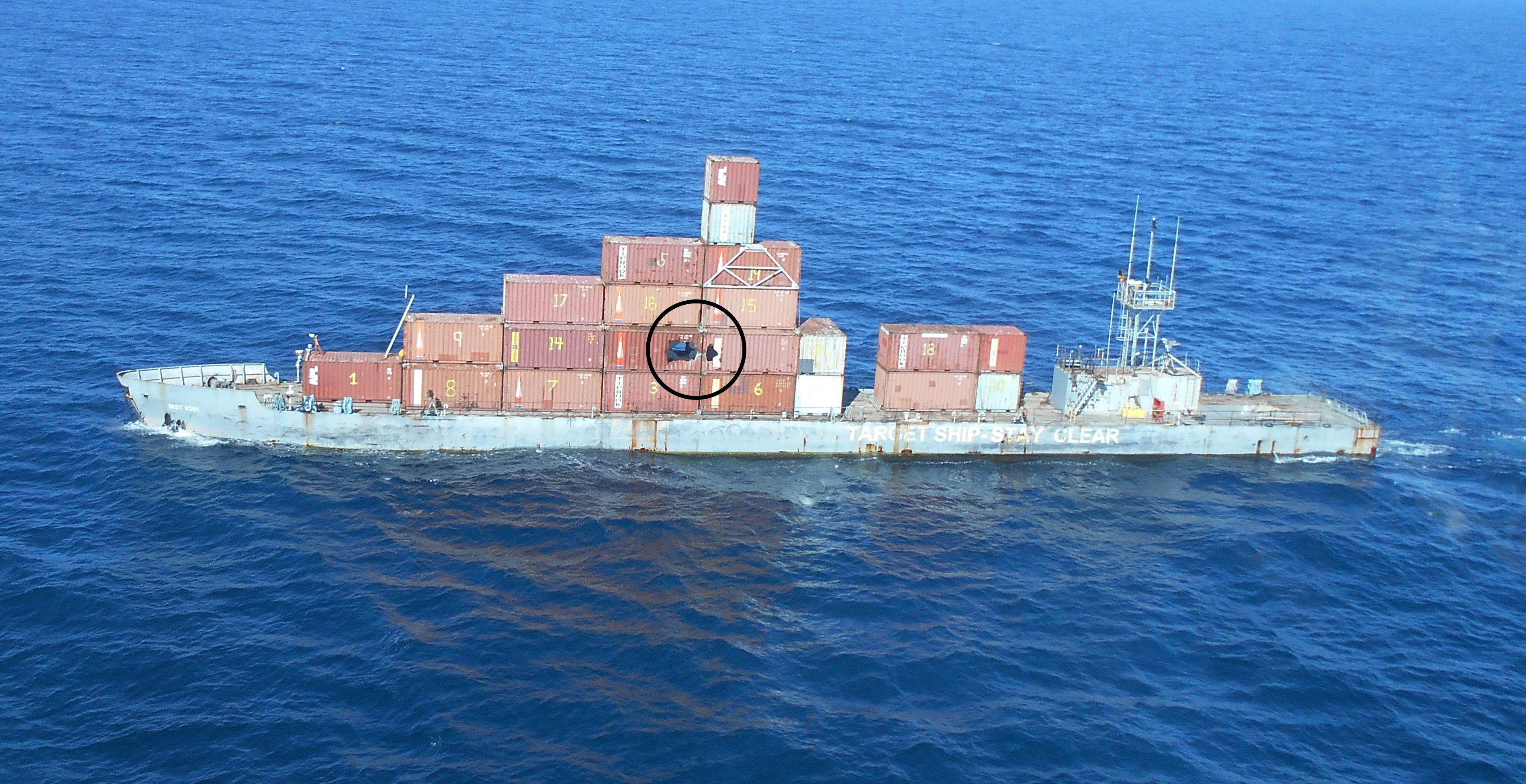
صاروخ إل آر إيه إس إم في تمرين رماية

وفي 1 أكتوبر 2012، تلقت شركة لوكهيد مارتن تعديلًا على العقد بغرض إجراء تحسينات بالصاروخ لتقليل المخاطر، وذلك قبل اختبار الطيران التالي للإصدار LRASM-A والذي تم إطلاقه من الجو.

في 5 مارس 2013، حصلت لوكهيد على عقد لبدء إجراء اختبارات إطلاق صاروخ إل آر إيه إس إم LRASM من الجو والسطح Air and Surface-Launch.

في 3 يونيو 2013، أجرت شركة لوكهيد بنجاح اختبارات "Push through" لمحاكاة إل آر إيه إس إم LRASM على نظام الإطلاق العمودي Mk 41، وأكدت أربعة اختبارات قدرة الصاروخ على كسر غطاء الإسطوانة دون الإضرار بالصاروخ نفسه.

وفي 11 يوليو 2013، أعلنت شركة لوكهيد عن الانتهاء بنجاح من اختبار Captive carry للصاروخ إل آر إيه إس إم LRASM على قاذفة القنابل الاستراتيجية بي-1.

في 27 أغسطس 2013، أجرت لوكهيد أول اختبار طيران للصاروخ إل آر إيه إس إم LRASM، بأن تم إطلاقه من القاذفة الاستراتيجية بي-1، وتحول الصاروخ -في منتصف الطريق إلى الهدف- من اتباع المسار المخطط له إلى التوجيه الذاتي Autonomous Guidance. فقد اكتشف الصاروخ على نحو مستقل، الهدفة المتحرك -وهو سفينة غير مأهولة بطول 80 متر- من أصل ثلاثة سفن في المنطقة المستهدفة، وضربها في الموقع المطلوب برأس حربي خامل Inert Warhead. كان الغرض من الاختبار هو التركيز على مجموعة أجهزة الاستشعار، التي اكتشفت جميع الأهداف ولم تشتبك إلا مع الهدف الذي تم تلقينها به. وتم التخطيط لاثنين من اختبارات الطيران الأخرى في ذات السنة، والتي شملت ارتفاعات مختلفة، وهندسيات أخرى في المنطقة المستهدفة. كما تم التخطيط لإطلاق صاروخين من أنظمة الإطلاق العمودية VLS في صيف عام 2014. كان الصاروخ مزوداً بمستشعر من تصميم بي إيه إي سيستمز BAE Systems. وقد تم تصميم جهاز الاستشعار لتمكين الهجمات المستهدفة داخل مجموعة من سفن العدو التي تحميها أنظمة دفاع جوي متطورة، ويمكنها -وبشكل مستقل- تحديد موقع واستهداف سفينة سطح خلال تحركها. ويستخدم المستشعر تقنيات إلكترونية متقدمة للكشف عن الأهداف داخل بيئة إشارات معقدة، ثم يقوم بحسابات دقيقة لمواقع الاستهداف ليزود بها وحدة التحكم في الصاروخ.

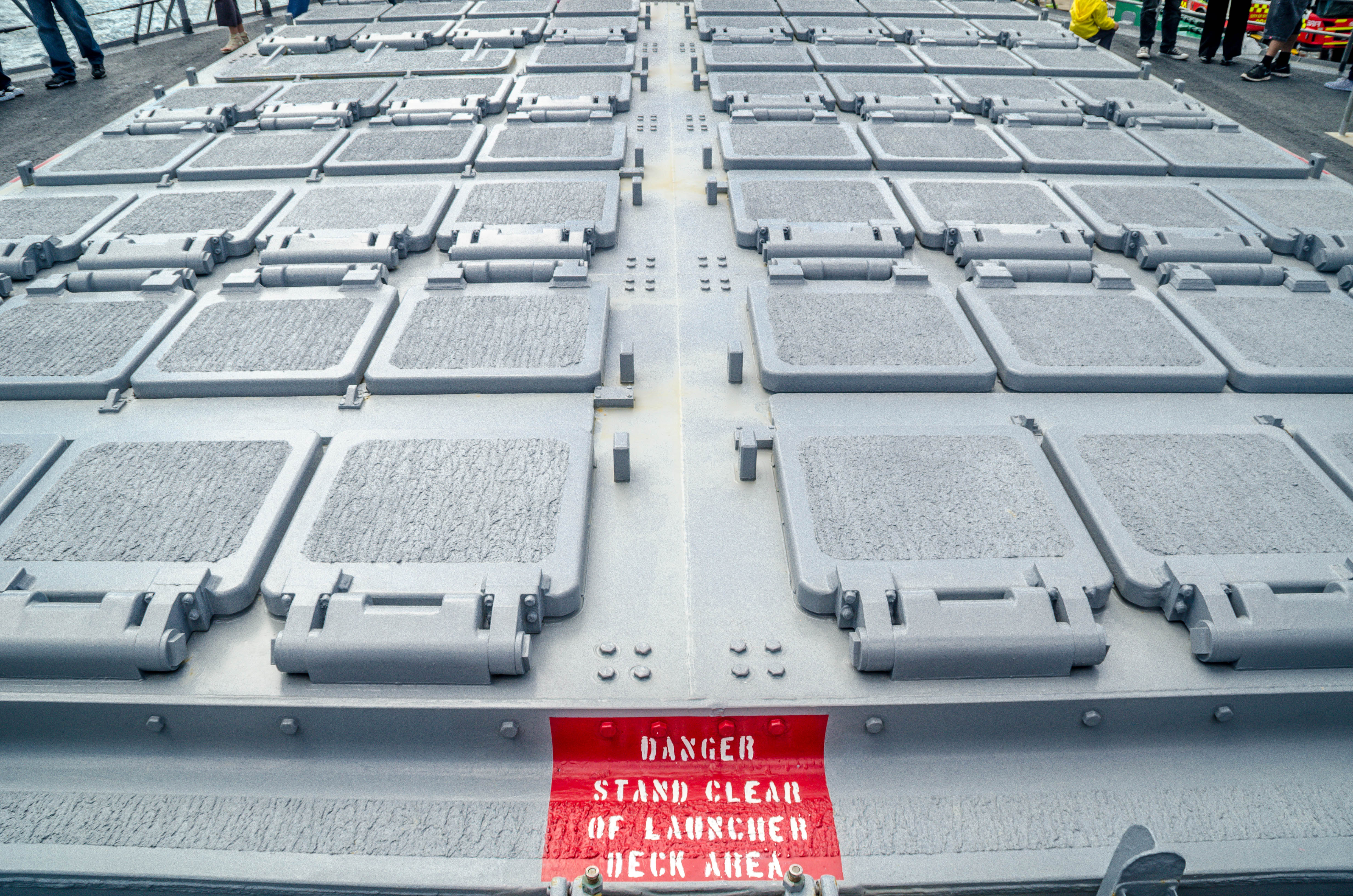
منظومة الإطلاق العمودي Mark 41

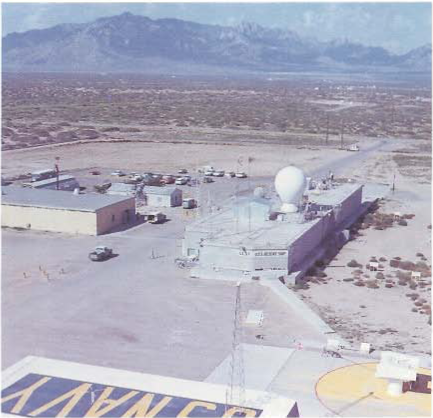
سفينة الصحراء USS Desert LLS-1

في 17 سبتمبر 2013، أطلقت لوكهيد مركبة اختبار معززة إل آر إيه إس إم من حاويات نظام الإطلاق العمودي Mk 41 VLS. وأظهر الاختبار -الممول من الشركة- أن إل آر إيه إس إم LRASM ، المزود بمحرك صاروخي Mk-114 من منظومة RUM-139 VL-ASROC ، يمكن أن يشتعل ويخترق غطاء الحاوية وينفذ نمط طيران موجه.

وفي يناير 2014، أثبتت لوكهيد أنه يمكن إطلاق إل آر إيه إس إم LRASM من المنظومة العمودية Mk 41 VLS بواسطة برمجيات معدلة فقط للمعدات الحالية للسفن.
في 12 نوفمبر 2013، سجل إل آر إيه إس إم LRASM نجاحًا مباشرًا على هدف بحري متحرك في اختباره الثاني. وأطلقت قاذفة من طراز بي-1 B-1B الصاروخ الذي كان يجول باستخدام نقاط الطريق المخطط لها قبل الانتقال إلى التوجيه الذاتي. وتُستخدم أجهزة الاستشعار على متن الصاروخ لتحديد الهدف، وخفض الارتفاع، والضرب بنجاح.

وفي 4 فبراير 2015، أجتاز إل آر إيه إس إم LRASM اختبار الطيران الثالث بنجاح، والذي تم إجراؤه لتقييم الأداء على ارتفاعات منخفضة وتجنب العقبات. أُطلق الصاروخ من قاذفة بي-1 B-1B ، وجال عبر سلسلة من نقاط الطريق المخطط لها، ثم اكتشفت، وتتبع، وتجنب جسم تم وضعه بتعمد في نمط الطيران في الجزء الأخير من الرحلة لإظهار خوارزميات تجنب العقبات.
في أغسطس 2015، بدأت بحرية الولايات المتحدة بالتحقق من ملائمة إل آر إيه إس إم LRASM للمحاكيات على مقاتلات سوبر هورنت. وبدأت اختبارات الجدارة الجوية Airworthiness على محاكيات مقاتلات سوبر هورنت في نوفمبر 2015. وكان المخطط بدأ تجارب النار الحية من بي-1 B-1B في عام 2017.
في يوليو 2016، نجحت شركة لوكهيد في الإطلاق الثالث من نسخة صاروخ السطح إل آر إيه إس إم LRASM وذلك بعد إجراء اختبارين بسفينة الصحراء التابعة للبحرية الأمريكية، وتم الإطلاق الثالث من سفينة الدفاع الذاتي التابعة للبحرية (المعروفة سابقًا باسم USS Paul F. Foster). ويرتبط الصاروخ إل آر إيه إس إم LRASM بنظام توماهوك التكتيكي لمراقبة الأسلحة (Tactical Tomahawk Weapon Control System TTWCS) للتوجيه وتعزيزه من قبل محرك Mk-114، فقد إنطلق الصاروخ بنمط منخفض الارتفاع -وفق المخطط له- إلى نقطة النهاية المحددة مسبقًا. كما تم التخطيط لأن يتم إطلاق الصاروخ بشكل حصري، حيث المتطلبات المستقبلية للتوظيف عبر العديد من منصات الإطلاق قد أدت إلى الاستثمار في الحد من المخاطر للمنافسة المستقبلية.

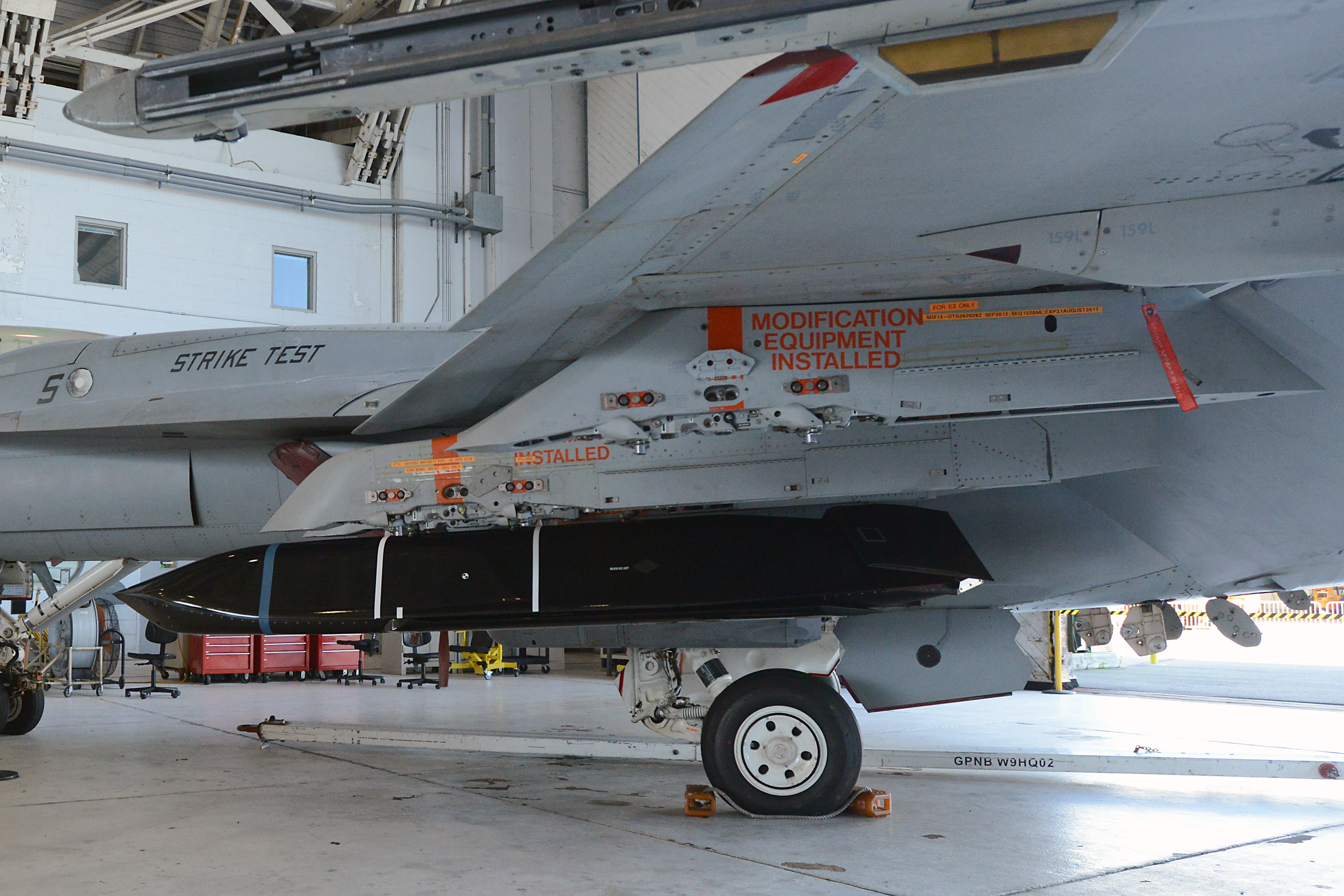
إل آر إيه إس إم مثبت بمقاتلة سوبر هورنت

في 4 أبريل 2017، أعلنت لوكهيد أول إطلاق ناجح لصاروخ إل آر إيه إس إم LRASM من مقاتلة سوبر هورنت تابعة للبحرية الأمريكية. وفي 26 يوليو 2017، حازت شركة لوكهيد على أول تكليف بإنتاج إل آر إيه إس إم LRASM وأشتملت الدفعة الأولى على 23 صاروخًا. وفي 27 يوليو 2017، أعلنت شركة لوكهيد أنها أجرت بنجاح أول عملية إطلاق للصاروخ من حاوية أعلى السطح مائلة بزاوية Angled topside canister وبمعزز Mk-114، مما يدل على قدرة استخدام الصاروخ من أعلى منصات تفتقر إلى خلايا الإطلاق العمودية.
في 17 أغسطس 2017، أدى الصاروخ إل آر إيه إس إم LRASM أول اختبار طيران له بالتكوين التكتيكي للمنتج، حيث تم إسقاط الصاروخ من قاذفة بي-1 لانسر، وتم التنقل فيه عبر جميع نقاط الطريق المخطط لها وصولاً لتوجيه منتصف المسار، وانطلق نحو هدف بحري متحرك باستخدام معلومات من المستشعرات الموجودة على متن الصاروخ، ثم نزل إلى ارتفاع منخفض لإتمام المقاربة النهائية، وتحديد هوية الهدف بشكل إيجابي وضربه.
كذلك تم إطلاق الصاروخ بنجاح ضد أهداف متعددة في 13 ديسمبر 2017، بواسطة طائرة بي-1 تحلق فوق بحر بوينت موجو Point Mugu Sea.

## اهتمام دول أخرى بصاروخ إل آر إيه إس إم LRASM
أعربت السويد علناً عن اهتمامها بالصاروخ استجابةً لمخاوف من الإجراءات الروسية في أوروبا الشرقية.
كما أعربت أستراليا والمملكة المتحدة وكندا أيضاً عن اهتمامها بالصاروخ.